# Džoni Novak
Džoni Novak, född 4 september 1969 i Ljubljana, är en slovensk före detta fotbollsspelare. Han gjorde 71 landskamper för sitt land och var med i EM 2000 samt VM 2002.

## Karriär
Džoni Novak startade sin karriär för Olimpija Ljubljana. Där spelade han två säsonger innan han flyttade till Partizan Belgrad. Efter att gjort fyra mål på 32 matcher så såldes Novak till turkiska Fenerbahçe där han spelade 1992/93. Han återvände sedan till moderklubben Olimpija där han var med och vann den slovenska ligan 1994 och 1995. Han spelade sedan tre säsonger för franska Le Havre då klubben som bäst nådde en 10:e plats i Ligue 1. Efter att ha flyttat till Sedan och senare SpVgg Unterhaching så avslutade han karriären med fem matcher i grekiska Olympiakos.
Novak gjorde under tiden i Partizan Belgrad fyra landskamper för Jugoslavien. Han representerade efter det Slovenien där det blev 71 matcher och tre mål. Han deltog i både EM 2000 och VM 2002, där Slovenien båda gångerna fick lämna turneringen efter gruppspelet.

### Internationella mål
| Nr | Datum        | Spelplats                   | Motståndare | Mål | Resultat | Tävling       |
| -- | ------------ | --------------------------- | ----------- | --- | -------- | ------------- |
| 1  | 11 juni 1995 | Kadriorg Stadium, Tallinn   | Estland     | 2–1 | 3–1      | EM-kval 1996  |
| 2  | 11 juni 1995 | Kadriorg Stadium, Tallinn   | Estland     | 3–1 | 3–1      | EM-kval 1996  |
| 3  | 17 maj 2002  | Bežigrad Stadium, Ljubljana | Ghana       | 2–0 | 2–0      | Vänskapsmatch |

## Meriter
Partizan Belgrad
- Jugoslaviska cupen: 1992

Olimpija Ljubljana
- Slovenska ligan: 1994, 1995
- Slovenska cupen: 1996

Olympiakos
- Grekiska Superligan: 2003